# NGC 512
NGC 512 је спирална галаксија у сазвежђу Андромеда која се налази на NGC листи објеката дубоког неба.
Деклинација објекта је + 33° 54' 26" а ректасцензија 1h 23m 59,8s. Привидна величина (магнитуда) објекта NGC 512 износи 13,3 а фотографска магнитуда 14,1. Налази се на удаљености од 75,857 милиона парсека од Сунца. NGC 512 је још познат и под ознакама UGC 944, MCG 6-4-13, CGCG 521-18, PGC 5132.